# Pierre Veltz
Pierre Veltz, né le 24 novembre 1945 à Phalsbourg, est un ingénieur, sociologue et économiste français, spécialiste de l'organisation des entreprises et des dynamiques territoriales. Il est président-directeur général de l’Établissement public Paris-Saclay de 2010 à 2015.

## Biographie
Diplômé de l'École polytechnique et ingénieur du Corps des Ponts (promotion 1969), Pierre Veltz est titulaire d'un doctorat (obtenu en 1980 à l'EHESS) et d'une habilitation à diriger des recherches (obtenue en 1996 à l'université de Versailles-Saint-Quentin-en-Yvelines) en sociologie. Il est l'auteur de plusieurs ouvrages et articles scientifiques.
Jeune diplômé, il travaille à la direction départementale de l’équipement du Nord, puis à la Société centrale pour l'équipement du territoire (SCET), aujourd'hui filiale de la Caisse des dépôts), où il mène des études dans les domaines de la planification urbaine, de 1974 et 1978.
De 1981 à 1991, il dirige la recherche scientifique à l’École nationale des ponts et chaussées (ENPC) et contribue à la création d’une dizaine de laboratoires. En 1984, il crée le Laboratoire Techniques, territoires et société (LATTS), laboratoire pluridisciplinaire de sciences sociales travaillant notamment sur la transformation des entreprises et des structures territoriales (ENPC, université de Marne-la-Vallée, CNRS), dont il est directeur jusqu'en 1998.
Durant cette période, il effectue des travaux de recherche et de conseil auprès de grandes entreprises industrielles sur des thématiques d’organisation de la production, de gestion et de management. Il travaille également avec la DATAR, où il pilote les groupes de prospective sur la localisation des entreprises et l’économie territoriale. 
De 1999 à fin 2003, il est le directeur de l’École nationale des ponts et chaussées, où il lance un projet de fusion entre avec l'ENSTA ParisTech et l’École des mines de Paris, qui n'aboutit pas. Il préside également ParisTech, structure de coopération scientifique regroupant onze des principales grandes écoles d'ingénieurs parisiennes, de 2001 à 2003.
Après avoir été directeur de l'Institut des hautes études de développement et d'aménagement des territoires en Europe (IHEDATE) entre 2004 et 2008, dont il préside le conseil scientifique, puis de la Mission d'aménagement de la région capitale au sein du secrétariat d'État au développement de la Région capitale, il est nommé en mai 2009 délégué ministériel pour le développement du cluster du plateau de Saclay, devenu en 2010 Paris-Saclay. En octobre 2010, il est nommé président-directeur général de l’établissement public Paris-Saclay,
Il est également membre du conseil d'administration de l'École normale supérieure, de 2007 à 2011. Il est membre de l'Académie des technologies et du Conseil de prospective de l'Agence nationale de la recherche (ANR).
Pierre Veltz est chevalier de la Légion d'Honneur.

## Enseignement et recherche
Pierre Veltz a enseigné à l'université de Marne-la-Vallée, à l'École nationale des ponts et chaussées, et à Sciences Po, dans le master Stratégies territoriales et urbaines. Ses recherches couvrent deux champs principaux : les transformations des stratégies et des organisations des firmes, engagées dans les mouvements d’internationalisation, et les dynamiques des territoires, à différentes échelles. Il s’intéresse également aux processus de globalisation de l’enseignement supérieur et aux formes territoriales de l'économie de la connaissance, en insistant sur leur structuration en réseaux.
Dans son ouvrage Mondialisation, villes et territoires, paru en 1996, il démontre que la mondialisation de la production et la chute des coûts des transports (notamment maritimes) et des télécommunications s'accompagnent d'une concentration sans précédent des activités dans un ensemble de grandes régions urbaines mises en réseau. Il développe la notion d'« économie d'archipel » pour qualifier ce réseau, qui vient croiser les espaces de régulation traditionnels des États. À la suite de La Grande transition (2008), et de La Société hyper-industrielle (2017), il publie L'Économie désirable : sortir du monde thermo-fossile (2021).

## Livres publiés
- L'Économie désirable : Sortir du monde thermo-fossile, Paris, Le Seuil, coll. « La république des idées », 2021, 128 p. (ISBN 978-2021472295)
- La France des territoires, défis et promesses, L'Aube, 2019, 208 p. (ISBN 978-2815932448)
- La Société hyper-industrielle : Le Nouveau Capitalisme productif, Paris, Le Seuil, coll. « La république des idées », 2017, 128 p. (ISBN 978-2021331820)
- Mondialisation, villes et territoires : Une économie d'archipel, Paris, PUF, coll. « Quadrige », 2014, 2e éd. (1re éd. 1996), 288 p. (ISBN 978-2-13-054932-1 et 2-13-054932-2)
- Paris, France, monde : Repenser l'économie par les territoires, La Tour-d'Aigues, Éditions de l'Aube, 2012, 240 p. (ISBN 978-2-8159-0627-2 et 2-8159-0627-9)
- La grande transition : La France dans le monde qui vient, Paris, Seuil, 2008, 259 p. (ISBN 978-2-02-097459-2 et 2-02-097459-2)
- Le nouveau monde industriel (édition revue et augmentée), Paris, Gallimard, 2008 (1re éd. 2000), 230 p. (ISBN 978-2-07-075822-7 et 2-07-075822-2)
- Faut il sauver les grandes écoles? : De la culture de la sélection à la culture de l'innovation, Paris, Presses de Sciences Po, 2007, 155 p. (ISBN 978-2-7246-1024-6 et 2-7246-1024-5)
- Avec Laurent Davezies, Le grand tournant. Nord-Pas-de-Calais 1975-2005, La Tour-d'Aigues, Éditions de l'Aube, 2005, 169 p. (ISBN 2-7526-0064-X)
- Des lieux et des liens : Politiques du territoire à l'heure de la mondialisation, La Tour-d'Aigues, Éditions de l'Aube, 2004, 160 p. (ISBN 2-87678-993-0)
- Des territoires pour apprendre et innover, La Tour-d'Aigues, Éditions de l'Aube, 1994 (ISBN 2-87678-171-9)

Ouvrages collectifs
- Pierre Veltz (dir.) et Thierry Weil (dir.), L'industrie, notre avenir, Paris, Eyrolles, 2015, 334 p. (ISBN 978-2212561159)
- Pierre Veltz (dir.) et Thomas Paris (dir.), L'économie de la connaissance et ses territoires, Paris, Hermann, 2010, 316 p. (ISBN 978-2-7056-7029-0 et 2-7056-7029-7)
- P. Veltz, N. May, J. Landrieu et T. Spector, La ville éclatée, La Tour-d'Aigues, Éditions de l'Aube, 1998, 351 p. (ISBN 2-87678-403-3)
- Avec Michel Savy, Économie globale et réinvention du local, La Tour-d'Aigues, Éditions de l'Aube, 1995, 189 p. (ISBN 2-87678-228-6)
- Avec Michel Savy, Les nouveaux espaces de l'entreprise, La Tour-d'Aigues, Éditions de l'Aube, 1993, 199 p. (ISBN 2-87678-128-X)
- Avec Frantz Rowe, Entreprises et territoires en réseaux, Paris, Presses de l'ENPC, 1991, 304 p. (ISBN 2-85978-173-0, BNF 35500291)
- P. Veltz, M. Savy, P. Besson et A. Valeyre, Gestion industrielle et transport : vers une nouvelle économie de la circulation, Paris, Paradigme, 1988
- P. Veltz, P. Cohendet, M. Hollard et T. Malscht, L' Après-taylorisme : nouvelles formes de rationalisation dans l'entreprise en France et en Allemagne, Paris, Économica, 1988, 240 p. (ISBN 2-7178-1628-3)

## Récompenses
Pierre Veltz reçoit le grand prix de l'urbanisme 2017, décerné par le ministère du Logement français.